# Zamarada lanceolata
Zamarada lanceolata är en fjärilsart som beskrevs av Fletcher 1974. Zamarada lanceolata ingår i släktet Zamarada och familjen mätare. Inga underarter finns listade i Catalogue of Life.